# Мариненко, Иван Тарасович
Иван Тарасович Мариненко (1911—1977) — советский работник сельского хозяйства, комбайнёр, Герой Социалистического Труда.

## Биография
Родился в 1911 году селе Красная Поляна Области Войска Донского, ныне Песчанокопского района Ростовской области.
В 1928 году переехал в село Николаевка этого же района, где работал помощником тракториста, трактористом, комбайнёром, водителем машины.
Служил в Красной армии, был участником советско-финляндской и Великой Отечественной войн.
После демобилизации из армии вернулся в родной район и стал комбайнером Поливянской машинно-тракторной станции. В 1948 году за большой намолот зерна был награждён орденом Ленина. В 1951 году намолотил в сцепке двух комбайнов «Сталинец-6» за 24 рабочих дня 7236 центнеров зерновых культур на комбайн.

Информационный стенд посвящённый Мариненко И. Т. Установлен на площади Ленина в селе Песчанокопское Ростовской области.

В начале 1970-х годов Иван Тарасович вышел на пенсию. Жил в селе Николаевка Песчанокопского района Ростовской области, где умер в июле 1977 года.
В его честь в селе Николаевка названа улица.

## Награды
- Указом Президиума Верховного Совета СССР от 7 августа 1952 года за достижение высоких показателей на уборке и обмолоте зерновых и масличных культур в 1951 году Мариненко Ивану Тарасовичу присвоено звание Героя Социалистического Труда с вручением ордена Ленина и золотой медали «Серп и Молот».
- Также награждён вторым орденом Ленина и медалями.